# Абрамова, Агриппина Александровна
Агриппина Александровна Абрамова — советский общественный и политический деятель, депутат Верховного Совета РСФСР.

## Биография
Родилась в 1915 году в Вичуге (ныне Ивановская область). Работала ткачихой на ткацкой фабрике «Красный Профинтерн» в родном городе. Стала последовательницей виноградовского движения на своём заводе.
Избиралась депутатом Верховного Совета РСФСР I созыва от Вичужского избирательного округа Ивановской области (1938—1947).
Умерла в 1975 году в Вичуге. В её честь названа одна из улиц города.

## Публикации
- Абрамова, Агриппина Александровна. Оправдаю доверие избирателей [Текст] : [С биогр. очерком Т. Лешукова] / А. А. Абрамова, ткачиха-стахановка ф-ки «Красный Профинтерн»; Кандидат в депутаты Верховного Совета РСФСР по Вичужскому избирательному округу Иванов. обл. — Москва ; Ленинград : Гизлегпром, 1938 (М. : 1 тип. Трансжелдориздата). — 20 с. : схем.; 14 см.